# Lisy
Lisy [pronunciación en polaco: /ˈlʲisɨ/] (en alemán: Lissen, 1938-45: Dünen: Lissen, 1938-45: Dünen) es un pueblo ubicado en el distrito administrativo de Gmina Biała Piska, dentro del Condado de Pisz, Voivodato de Varmia y Masuria, en Polonia del norte. Se encuentra aproximadamente a 5 kilómetros al noreste de Biała Piska, a 23 kilómetros al este de Pisz, y a 109 kilómetros al este de la capital regional Olsztyn.
Antes de 1945, el área fue parte de Alemania (Prusia Oriental).
El pueblo tiene una población de 70 habitantes.